# 任濤
任涛（？—？），筠川人，唐朝政治人物、诗人。

## 生平
生卒年均不详，约唐僖宗時期人物。早年以善寫文章聞名。乾符年間，屢試不中。常侍李騭视察江西，讀其诗作“露抟沙鹤起，人卧钓船流”时，嘆為奇才，特免其雜役，鄉里中有人議論紛紛，李騭說：“江西境内，凡为诗得及涛者，即免役”。不久，任涛去世。任涛与许棠、郑谷等人时相唱和，时称“咸通十哲”。